# El Bacilón
El Bacilón es una historieta de 1983 del dibujante de cómics español Francisco Ibáñez, protagonizada por Mortadelo y Filemón. 

## Sinopsis
La contaminación en la ciudad cada día es mayor. Hay suciedad, microbios, bacilos, etc. 
Tal es el punto de contaminación que, de repente y sin previo aviso, surge un bacilo de proporciones impensables, "El Bacilón". 
Este bacilo, algo así como el Yeti de la contaminación, asusta a la gente de la ciudad y Mortadelo y Filemón deberán encontrarlo y acabar con él.